# Maury Travis
Maury Troy Travis (ur. 25 października 1965 w Saint Louis, zm. 10 czerwca 2002 tamże) – amerykański seryjny morderca. W latach 2000–2002 zamordował w Saint Louis w stanie Missouri ok. 12 prostytutek. 
Travis przywoził prostytutki do swojego domu w Ferguson. Tam je torturował, a następnie mordował. W 2002 roku Travis wysłał anonimowym mailem plan miejsca ukrycia zwłok jednej z ofiar do lokalnej gazety St. Louis Post-Dispatch. We wskazanym miejscu rzeczywiście znaleziono ludzki szkielet. Gdy poinformowano o treści maila policję, technicy ustalili, z którego komputera został on wysłany i wkrótce Travis został aresztowany. W jego domu znaleziono kasetę video, na której Travis nagrał to, jak torturował i gwałcił jedną z ofiar. W areszcie Maury Travis popełnił samobójstwo, wieszając się.

## Ofiary Travisa
| Lp. | Ofiara             | Wiek | Data                |
| --- | ------------------ | ---- | ------------------- |
| 1.  | Mary Shields       | 61   | 31 lipca 2000       |
| 2.  | Alysia Greenwade   | 34   | 1 kwietnia 2001     |
| 3.  | Niezidentyfikowana | ?    | 4 kwietnia 2001     |
| 4.  | Teresa Wilson      | 36   | 15 maja 2001        |
| 5.  | Betty James        | 46   | 23 maja 2001        |
| 6.  | Verona Thompson    | 36   | 29 czerwca 2001     |
| 7.  | Yvonne Crues       | 50   | 25 sierpnia 2001    |
| 8.  | Brenda Beasley     | 33   | 8 października 2001 |
| 9.  | Niezidentyfikowana | ?    | 30 stycznia 2002    |
| 10. | Niezidentyfikowana | ?    | 11 marca 2002       |
| 11. | Niezidentyfikowana | ?    | 28 marca 2002       |
| 12. | Niezidentyfikowana | ?    | 25 maja 2002        |